# Die Bacchantin (Film)
Die Bacchantin ist ein deutsches Stummfilmmelodram aus dem Jahre 1924 von William Karfiol nach dem gleichnamigen Stück von Ludwig Ganghofer mit Olga Tschechowa und Charlotte Ander in den Hauptrollen.

## Handlung
Baron Fichtner, ein verwitweter Stahlmagnat, hat die verführerische femme fatale und Schauspielerin Hedwig Valmore kennen und lieben gelernt und will sie unbedingt heiraten. Um Diskussionen mit seiner Tochter Lotte zu umgehen, beschließt er, die Eheschließung vorerst geheim zu halten. Lotte Fichtner befindet sich derweil mit Tante Nelly auf Italienreise und lernt vor Ort den gefeierten Künstler Markus Staufer kennen, in den sie sich rasch verliebt. Während der Sitzungen, in denen Lotte dem melancholischen Bildhauer Modell sitzt, erfährt sie von ihm, dass er einst verheiratet gewesen sei. Lotte muss aus der Zeitung erfahren, dass ihr Vater geheiratet habe und will ihm auf der Hochzeitsreise entgegenfahren. Als Vater und Tochter Fichtner aneinander begegnen, glaubt Lotte ihren Augen nicht zu trauen: Die neue Frau Fichtner ist niemand anderes als die ehemalige Frau Staufer! Dieser Schreck lässt die sensible Lotte augenblicklich ernsthaft erkranken. 
Der Baron ist derweil in Kauflaune und will unbedingt Staufers Statue, genannt „Die Bacchantin“, erwerben, für die Lotte zwar Modell gesessen hatte, die aber, für ihn überraschend, die Züge seiner nunmehrigen Ehefrau aufzeigt. Das Kunstwerk soll eine Liebesgabe für Hedwig werden. Lotte wiederum möchte unbedingt vermeiden, dass die neue Baronin Fichtner irgendwann einmal auf ihren Ex und Lottes Liebsten Markus trifft und bittet ihren Künstler-Freund, so schnell wie möglich abzureisen. Hedwig Valmore wiederum sieht bei Ansicht der Statue, dass sich ihr früherer Ehemann ganz offensichtlich nie völlig von ihr hat lösen konnte. Als die Valmore sich in der Statue betrachtet, stürzt ein stürmischer Bewunderer ihrer Schauspielkunst, der Russe Sergej Urowitsch, auf sie zu. Dabei kippt die Statue um, und Hedwig wird von der umstürzenden Bacchantin erschlagen.

## Produktionsnotizen
Die Bacchantin entstand im Juli und August 1924 vor Ort in Italien (u. a. Venedig, Florenz, Sorrent, Neapel und am Vesuv) und erlebte seine Weltpremiere am 13. September 1924 in Wien. Die deutsche Erstaufführung fand am 29. Dezember 1924 in Berlins UFA-Theater Friedrichstraße statt, nachdem der Film am 17. September desselben Jahres die Zensur passiert hatte. Der Sechsakter besaß eine Länge von 2332 Meter. 
Franz Seemann entwarf die Filmbauten. Regisseur Karfiol beendete nach diesem Film für mehrere Jahre seine Zelluloidaktivitäten.

## Kritik
Das Kino-Journal befand: „Alles, was eine verständnisvolle und umsichtige Regie leisten konnte,  um die Bilder in das Reich vollkommener Schönheit zu setzen, ist hier geschehen. Wundervolle Szenen von schillernder, raffinierter Pracht ziehen vorüber, neue, oder wenigstens bisher wenig begangene Pfade folgend. Olga Tschechowa, als verführerisches Weib, faßt ihre Rolle packend, mit sicherem Griff. Bruno Kastner, der Künstler hinter dem Stacheldraht der Melancholie … meistert seine Rolle mit bezwingender Einfachheit, und auch Hans Mierendorf, Charlotte Ander und alle anderen leisten Hervorragendes.“.